# Aeropuerto Internacional de Lárnaca
El Aeropuerto Internacional de Lárnaca (griego: Διεθνές Aεροδρόμιο Λάρνακας) (código IATA: LCA - código ICAO: LCLK) es un aeropuerto internacional ubicado a 4 km (2,5 mi) al suroeste de Lárnaca, Chipre.  Es el principal aeropuerto internacional de Chipre y el más grande de los dos aeropuertos comerciales en el área controlada por la República de Chipre, el otro es el Aeropuerto Internacional de Pafos en la costa suroeste de la isla. El aeropuerto recibió su nombre actual en julio de 2016, en honor al expresidente de Chipre (1993 - 2003) Glafcos Clerides.

## Historia
El Aeropuerto Internacional de Lárnaca fue desarrollado a fines de 1974, tras la invasión de Turquía sobre Chipre durante el verano de ese mismo año y la clausura forzada del Aeropuerto Internacional de Nicosia. Los terrenos sobre los cuales se ha construido habían sido utilizados previamente como un aeródromo por los británicos en la década de 1930. El aeropuerto fue inaugurado en febrero de 1975 cuando un conjunto de edificios prefabricados, que comprendían una sala de partidas, otra de arribos y una torre de control. La primera aerolínea en utilizar el aeropuerto fue Cyprus Airways, el cual operó un Viscount 800 alquilado por British Midland. La primera pista fue demasiado corta para los aviones jet. La flota preexistente de Cyprus Airways de Hawker Siddeley Trident 1 y 2 habían sido destruidos en tierra en el Aeropuerto Internacional de Nicosia por la Fuerza Aérea de Turquía. El segundo operador en iniciar vuelos a Lárnaca fue Olympic Airways, utilizando aeronaves NAMC YS-11.

## Operaciones
El aeropuerto es a menudo utilizado como un centro de conexión para los pasajeros que viajan entre Europa y el Oriente Medio, y el estatus de Chipre como un importante destino turístico significaron que el número ha crecido rápidamente hasta alcanzar los 5 millones de pasajeros al año. Esto representa el doble de la capacidad original para la cual fue proyectado el aeropuerto. Por ello, un proyecto para lidiar con la creciente demanda del aeropuerto fue presentado en 1998. En la actualidad, más de 50 aerolíneas ofrecen servicios nacionales, regionales e internacionales de pasajeros y carga. En particular, Gulf Air solía ofrecer un servicio directo al aeropuerto Nueva York-JFK dos veces por semana. Debido a problemas presupuestarios, la aerolínea rumana de bajo coste Blue Air anunció el cierre de su base de Larnaca en septiembre de 2020 y quebró en marzo de 2023.

## Instalaciones
El aeropuerto cuenta con una terminal de pasajeros principal de última generación. Las salidas se realizan en la planta superior, mientras que las llegadas se realizan en la planta baja. La antigua terminal fue renovada y está gestionada de forma privada por Skylink Services Ltd, que gestiona y explota una «terminal VIP», que se utiliza para aviones ejecutivos y para visitas de jefes de Estado y otras aeronaves no comerciales. El aeropuerto utiliza una única gran apron para todos los aviones de pasajeros. El diseño arquitectónico de la terminal de pasajeros fue desarrollado por arquitectos franceses de Aéroports de Paris (ADP) con Sofréavia en Francia. En 2006 se completó una mejora de 650 millones de euros de los aeropuertos de Larnaca y Pafos.
El concepto arquitectónico ha sido desarrollado por el equipo de arquitectos de Aéroports de Paris con SOFREAVIA en Francia. Los detalles y el diseño final fueron realizados en Chipre con el estudio de arquitectura local Forum Architects y un numeroso equipo de ingenieros bajo la coordinación de ADP. Un número importante de controversias fueron puestas en evidencia por los medios locales respecto a la adjudicación del contrato, cuando todo estaba listo para la firma del contrato, el consorcio liderado por BAA y J&P rápidamente rechazó el contrato al no recibir garantías del gobierno chipriota para una compensación financiera en el caso de que vuelos directos fueran permitidos desde el norte de la isla (ocupada por Turquía) y el resto del mundo. El contrato fue en algún momento otorgado al segundo mejor postor, el consorcio Hermes liderado por los franceses. Este contrato tampoco estuvo libre de controversias, provocando acciones por la vía legal de parte de BAA y J&P, y retrasando el proyecto.
El concurso internacional fue ganado por Hermes Airports, un grupo dirigido por franceses. El consorcio está formado por Bouygues Batiment International (22%) Egis Projects (20%), Cyprus Trading Corporation (grupo minorista local, 10%), Iacovou Brothers (contratista local, 10%), Hellenic Mining (10%), Vancouver Airport Services (10%), Ireland's (Aer Rianta International) (10%), Charilaos Apostolides (empresa constructora local, 5%) y Aeropuerto de Niza Costa Azul (3%). Hermes Airports construyó nuevas terminales de pasajeros y tiene previsto ampliar las pistas de ambos aeropuertos en virtud de una concesión de 25 años.
El 7 de noviembre de 2009 se inauguró un nuevo edificio terminal. Cuenta con 16 jetways (pasarelas de embarque), 67 mostradores de facturación, 8 quioscos de autofacturación, 48 puertas de embarque y 2.450 plazas de aparcamiento. La nueva terminal tiene capacidad para 7,5 millones de pasajeros al año. La infraestructura también cuenta con un gran hangar de ingeniería, una Terminal de carga e instalaciones separadas para repostar y abastecer a aviones ligeros. Hay una segunda plataforma, más pequeña, donde suelen estacionarse aviones de carga y aviones privados. También hay espacios para aeronaves más pequeñas de escuelas de vuelo y aeronaves de propiedad privada separados de las dos plataformas principales.

## Incidentes y accidentes
- El 13 de octubre de 1977, el vuelo 181 de Lufthansa que volaba desde Palma de Mallorca a Fráncfort del Meno con 91 pasajeros y los tripulantes, fue secuestrado por cuatro integrantes del Frente Popular para la Liberación de Palestina y fue forzado a desviarse y aterrizar sucesivamente en los aeropuertos de Roma, Lárnaca, Bahrain y Dubái.[16] El Boeing 737 fue luego forzado a volar hacia el Aeropuerto de Mogadiscio, Somalía donde un comando antiterrorista alemán ingresó a la aeronave, mantando a tres secuestradores y arrestando al restante. Todos los pasajeros fueron salvados.

- El 19 de febrero de 1978, el Aeropuerto Internacional de Lárnaca fue el escenario de una batalla de una hora entre las fuerzas antiterroristas egipcias y la Guardia Nacional de Chipre. La crisis se inició el día anterior cuando Youssef Sebai, el editor de un importante periódico egipcio y amigo del Presidente de Egipto, Anwar Sadat, fue asesinado en el hotel Hilton de Nicosia por dos hombres armados. Activistas de la Organización para la Liberación de Palestina luego secuestraron una aeronave DC-8 de Cyprus Airways con varios rehenes. Egipto envió su fuerza antiterrorista a bordo de un Hercules C-130 para negociar con los secuestradores sin el visto bueno del Gobierno chipriota. Al aterrizar en Lárnaca, el comando realizó un asalto sobre el DC-8 a pesar de que los negociadores chipriotas se habían asegurado la entrega de los secuestradores. El Presidente chipriota, Spyros Kyprianou, y otros oficiales que observaban los sucesos fueron forzados a desalojar la torre de control que fue objeto de varios disparos. La crisis terminó luego de que la Guardia Nacional de Chipre neutralizó al comando egipcio. De los 74 egipcios que integraban el comando, 15 fueron muertos. No hubo víctimas por el lado de la Guardia chipriota. El presidente Kyprianou buscó la reconciliación y se disculpó, pero sostuvo que Chipre no podía permitir la intromisión de Egipto. Las relaciones diplomáticas entre Chipre y Egipto entraron en un período de tensión. Los secuestradores palestinos fueron sentenciados a muerte, aunque luego la pena fue reemplazada por una prisión de por vida.[17][18]

- El 5 de abril de 1988, un Boeing 747 de Kuwait Airways (Vuelo 422) fue secuestrado, mientras volaba desde Tailandia a Kuwait. Tras ser desviado a Irán, los secuestradores forzaron al personal de a bordo a volar hacia Argelia, pero la aeronave aterrizó en Lárnaca para reaprovisionarse de combustible. Dos rehenes kuwaitíes fueron ejecutados por los secuestradores y arrojados a la pista del aeropuerto. El secuestro finalizó en Argelia, el 20 de abril de 1988.[19]

- Debido al conflicto Líbano-israelí del 2006 Middle East Airlines evacuó su flota al Aeropuerto Internacional de Lárnaca.

## Aerolíneas y destinos

### Pasajeros
| Aerolíneas                            | Destinos |
| ------------------------------------- | --- |
| Aegean Airlines                       | Atenas, Beirut, Londres-Heathrow, París-Charles de Gaulle, Tel Aviv-Ben Gurion, Salónica Estacional: Heraklion, Kiev-Boryspil, Mykonos, Rodas, Santorini |
| Air Moldova                           | Chişinău |
| Air Serbia                            | Estacional: Belgrado |
| airBaltic                             | Riga |
| airHaifa                              | Aeropuerto Internacional de Haifa |
| Alitalia                              | Estacional: Roma-Fiumicino d |
| Arkia                                 | Tel Aviv-Ben Gurion |
| Austrian Airlines                     | Viena |
| Bravo Airways                         | Chárter estacional: Járkov |
| British Airways                       | Londres-Heathrow Estacional: Londres-Gatwick |
| Bulgaria Air                          | Sofía |
| easyJet                               | Liverpool, Londres-Gatwick , Estacional:Basilea/Mulhouse                                                                                                 |
| easyJet Europe                        | Berlín-Brandeburgo, Milán-Malpensa |
| Edelweiss Air                         | Zúrich |
| EgyptAir operado por EgyptAir Express | El Cairo |
| Emirates                              | Atenas, Dubái-Internacional, Malta |
| Etihad Airways                        | Abu Dhabi |
| Georgian Airways                      | Chárter estacional: Ereván |
| Germania Flug                         | Estacional: Zúrich |
| Gulf Air                              | Atenas, Baréin |
| Helvetic Airways                      | Chárter estacional: Berna, Zúrich |
| Israir Airlines                       | Chárter estacional: Tel Aviv-Ben Gurion |
| Jazeera Airways                       | Ciudad de Kuwait |
| Jet2.com                              | Estacional: East Midlands, Edimburgo, Glasgow, Leeds/Bradford, Mánchester, Newcastle upon Tyne                                                           |
| Level                                 | Barcelona |
| LOT Polish Airlines                   | Varsovia-Chopin |
| Lufthansa                             | Múnich Estacional: Fráncfort |
| Mahan Air                             | Chárter estacional: Teherán-Imán Jomeini |
| Middle East Airlines                  | Beirut |
| Norwegian Air Shuttle                 | Londres-Gatwick, Oslo–Gardermoen, Estocolmo-Arlanda Estacional: Copenhague, Helsinki Chárter estacional: Bergen, Stavanger                               |
| Qatar Airways                         | Doha |
| Qeshm Airlines                        | Chárter estacional: Teherán-Imán Jomeini |
| Royal Jordanian                       | Amán-Reina Alia |
| Ryanair                               | Bruselas |
| Scandinavian Airlines                 | Chárter estacional: Bergen, Gotemburgo, Kristiansand, Luleå, Oslo-Gardermoen, Estocolmo-Arlanda, Trondheim, Umeå                                         |
| SmartWings operado por Travel Service | Estacional: Praga |
| TAROM                                 | Bucarest |
| Thomas Cook Airlines Scandinavia      | Chárter estacional: Billund, Copenhague, Gotemburgo, Helsinki, Malmö, Oslo-Gardermoen, Estocolmo-Arlanda, Växjö                                          |
| Transavia                             | Ámsterdam |
| Travel Service                        | Chárter estacional: Bratislava |
| TUI Airways                           | Estacional: Birmingham, Bristol, Cardiff, East Midlands, Edimburgo, Exeter, Glasgow, Londres-Gatwick, Londres-Luton, Mánchester, Newcastle upon Tyne     |
| TUI fly Belgium                       | Chárter estacional: Lyon, Nantes |
| TUIfly Nordic                         | Chárter estacional: Copenhague, Gotemburgo, Helsinki, Kalmar, Malmö, Oslo-Gardermoen, Estocolmo-Arlanda                                                  |
| Tus Airways                           | Haifa, Tel Aviv-Ben Gurion Estacional: Heraklion |
| Ukraine International Airlines        | Kiev-Boryspil |
| Up operado por El Al                  | Tel Aviv-Ben Gurion |
| Vueling                               | Estacional: Barcelona, Roma-Fiumicino |
| Windrose Airlines                     | Estacional: Kiev-Boryspil Chárter estacional: Dnipropetrovsk, Lviv, Odessa                                                                               |
| Wizz Air                              | Belgrado, Bucarest, Budapest, Iași, Katowice, Kiev-Zhulyany, Kutaisi, Sofía, Vilna, Varsovia-Chopin                                                      |
| Yanair                                | Estacional: Kiev-Zhulyany |

### Vuelos internacionales
| Ciudades por países       | Nombre del aeropuerto                                   | Aerolíneas                                                      | Aeronaves               | Frecuencias semanales |
| África                    | África                                                  | África                                                          | África                  | África                |
| ------------------------- | ------------------------------------------------------- | --------------------------------------------------------------- | ----------------------- | --------------------- |
| Egipto                    |                                                         |                                                                 |                         |                       |
| El Cairo                  | Aeropuerto Internacional de El Cairo                    | Cyprus Airways Egyptair                                         |                         |                       |
| Asia                      |                                                         |                                                                 |                         |                       |
| Arabia Saudita            |                                                         |                                                                 |                         |                       |
| Dammam                    | Aeropuerto Internacional Rey Fahd                       | Wizz Air                                                        | A32x                    |                       |
| Riad                      | Aeropuerto Internacional Rey Khalid                     | Wizz Air                                                        | A32x                    |                       |
| Yeda                      | Aeropuerto Internacional Rey Abdulaziz                  | Wizz Air                                                        | A32x                    |                       |
| Armenia                   |                                                         |                                                                 |                         |                       |
| Ereván                    | Aeropuerto Internacional de Zvartnots                   | Cyprus Airways Wizz Air                                         | A32x                    |                       |
| Baréin                    |                                                         |                                                                 |                         |                       |
| Manama                    | Aeropuerto Internacional de Baréin                      | Gulf Air                                                        | A32x                    |                       |
| Catar                     |                                                         |                                                                 |                         |                       |
| Doha                      | Aeropuerto Internacional Hamad                          | Qatar Airways                                                   | A32x                    |                       |
| EAU                       |                                                         |                                                                 |                         |                       |
| Abu Dhabi                 | Aeropuerto Internacional de Abu Dhabi                   | Wizz Air                                                        | A32x                    |                       |
| Dubái                     | Aeropuerto Internacional de Dubái                       | Emirates                                                        | B777-300ER              |                       |
| Georgia                   |                                                         |                                                                 |                         |                       |
| Kutaisi                   | Aeropuerto de Kopitnari                                 | Wizz Air                                                        | A32x                    |                       |
| Tiflis                    | Aeropuerto Internacional de Tiflis                      | Georgian Airways                                                | Boeing 737              |                       |
| Israel                    |                                                         |                                                                 |                         |                       |
| Tel Aviv                  | Aeropuerto Internacional Ben Gurión                     | Arkia Cyprus Airways El Al Tus Airways Wizz Air                 | A3xx B7x7 A320-214 A32x |                       |
| Jordania                  |                                                         |                                                                 |                         |                       |
| Amán                      | Aeropuerto Internacional Queen Alia                     | Royal Jordanian                                                 |                         |                       |
| Kuwait                    |                                                         |                                                                 |                         |                       |
| Ciudad de Kuwait          | Aeropuerto Internacional de Kuwait                      | Jazeera Airways                                                 | A32x                    |                       |
| Líbano                    |                                                         |                                                                 |                         |                       |
| Beirut                    | Aeropuerto Internacional Rafic Hariri                   | Cyprus Airways Middle East Airlines                             | A3xx                    |                       |
| Europa                    |                                                         |                                                                 |                         |                       |
| Alemania                  |                                                         |                                                                 |                         |                       |
| Berlín                    | Aeropuerto de Berlín-Brandeburgo Willy Brandt           | easyJet Europe                                                  | A3xx                    |                       |
| Colonia/Bonn              | Aeropuerto de Colonia/Bonn                              | Eurowings                                                       |                         |                       |
| Düsseldorf                | Aeropuerto Internacional de Düsseldorf                  | TUIfly                                                          | B737                    |                       |
| Fráncfort del Meno        | Aeropuerto de Fráncfort del Meno                        | Condor Lufthansa TUIfly                                         | B737                    |                       |
| Múnich                    | Aeropuerto Internacional de Múnich-Franz Josef Strauss  | Lufthansa                                                       |                         |                       |
| Stuttgart                 | Aeropuerto de Stuttgart                                 | Eurowings                                                       |                         |                       |
| Austria                   |                                                         |                                                                 |                         |                       |
| Viena                     | Aeropuerto de Viena                                     | Austrian Airlines Laudamotion LEVEL Wizz Air                    | A320-200 A330-202 A32x  |                       |
| Bélgica                   |                                                         |                                                                 |                         |                       |
| Bruselas                  | Aeropuerto de Bruselas-National                         | Ryanair                                                         | B737                    |                       |
| Bielorrusia               |                                                         |                                                                 |                         |                       |
| Minsk                     | Aeropuerto Internacional de Minsk                       | Belavia                                                         |                         |                       |
| Bulgaria                  |                                                         |                                                                 |                         |                       |
| Sofía                     | Aeropuerto de Sofía                                     | Bulgaria Air Wizz Air                                           | A32x                    |                       |
| Varna                     | Aeropuerto de Varna                                     | Wizz Air                                                        | A32x                    |                       |
| Croacia                   |                                                         |                                                                 |                         |                       |
| Dubrovnik                 | Aeropuerto de Dubrovnik                                 | Cyprus Airways                                                  |                         |                       |
| Finlandia                 |                                                         |                                                                 |                         |                       |
| Helsinki                  | Aeropuerto de Helsinki-Vantaa                           | Finnair (Estacional) Norwegian Air Shuttle (Estacional)         | B737                    |                       |
| Francia                   |                                                         |                                                                 |                         |                       |
| París                     | Aeropuerto de París-Charles de Gaulle                   | Cyprus Airways                                                  | A3xx                    |                       |
| Grecia                    |                                                         |                                                                 |                         |                       |
| Atenas                    | Aeropuerto Internacional Eleftherios Venizelos          | Aegean Airlines Cyprus Airways Gulf Air Sky Express Wizz Air    | A32x B787-9 A32x        |                       |
| Heraclión                 | Aeropuerto Internacional de Heraclión Nikos Kazantzakis | Cyprus Airways                                                  |                         |                       |
| Salónica                  | Aeropuerto de Salónica                                  | Aegean Airlines Wizz Air                                        | A32x                    |                       |
| Hungría                   |                                                         |                                                                 |                         |                       |
| Budapest                  | Aeropuerto de Budapest-Ferenc Liszt                     | Wizz Air                                                        | A32x                    |                       |
| Debrecen                  | Aeropuerto Internacional de Debrecen                    | Wizz Air                                                        | A32x                    |                       |
| Italia                    |                                                         |                                                                 |                         |                       |
| Milán                     | Aeropuerto de Milán-Malpensa                            | easyJet Europe                                                  | A3xx                    |                       |
| Roma                      | Aeropuerto de Roma-Fiumicino                            | Cyprus Airways Wizz Air (estacional)                            | A32x                    |                       |
| Letonia                   |                                                         |                                                                 |                         |                       |
| Riga                      | Aeropuerto Internacional de Riga                        | AirBaltic                                                       | A220-371                |                       |
| Lituania                  |                                                         |                                                                 |                         |                       |
| Vilna                     | Aeropuerto Internacional de Vilna                       | Wizz Air                                                        | A32x                    |                       |
| Malta                     |                                                         |                                                                 |                         |                       |
| Malta                     | Aeropuerto Internacional de Malta                       | Emirates                                                        | B777-300ER              |                       |
| Moldavia                  |                                                         |                                                                 |                         |                       |
| Chisináu                  | Aeropuerto Internacional de Chisináu                    | Air Moldova Wizz Air                                            | A3xxceo A32x            |                       |
| Noruega                   |                                                         |                                                                 |                         |                       |
| Oslo                      | Aeropuerto de Oslo-Gardermoen                           | Norwegian Air Shuttle                                           | B737                    |                       |
| Países Bajos              |                                                         |                                                                 |                         |                       |
| Ámsterdam                 | Aeropuerto de Ámsterdam-Schiphol                        | Transavia                                                       |                         |                       |
| Polonia                   |                                                         |                                                                 |                         |                       |
| Breslavia                 | Aeropuerto de Breslavia-Copérnico                       | Wizz Air                                                        | A32x                    |                       |
| Cracovia                  | Aeropuerto de Cracovia-Juan Pablo II                    | Wizz Air                                                        | A32x                    |                       |
| Gdansk                    | Aeropuerto de Gdansk Lech Walesa                        | Wizz Air                                                        | A32x                    |                       |
| Katowice                  | Aeropuerto Internacional de Katowice                    | Wizz Air                                                        | A32x                    |                       |
| Varsovia                  | Aeropuerto Chopin de Varsovia                           | LOT Polish Airlines Wizz Air                                    | A32x                    |                       |
| Reino Unido               |                                                         |                                                                 |                         |                       |
| Birmingham                | Aeropuerto Internacional de Birmingham                  | Jet2 TUI Airways                                                | B7x7                    |                       |
| Bristol                   | Aeropuerto Internacional de Bristol                     | easyJet TUI Airways                                             | A3xx B7x7               |                       |
| Cardiff                   | Aeropuerto de Cardiff                                   | Wizz Air                                                        | A32x                    |                       |
| Edimburgo                 | Aeropuerto de Edimburgo                                 | Jet2 TUI Airways                                                | B7x7                    |                       |
| Glasgow                   | Aeropuerto Internacional de Glasgow                     | Jet2 TUI Airways                                                | B7x7                    |                       |
| Londres                   | Aeropuerto de Londres-Heathrow                          | British Airways                                                 |                         |                       |
| Londres                   | Aeropuerto de Londres-Gatwick                           | British Airways easyJet TUI Airways Wizz Air UK                 | A3xx B7x7 A32x          |                       |
| Londres                   | Aeropuerto de Londres-Luton                             | Wizz Air UK                                                     | B737 A32x               |                       |
| Londres                   | Aeropuerto de Londres-Stansted                          | Jet2 TUI Airways                                                | B7x7                    |                       |
| Mánchester                | Aeropuerto de Mánchester                                | Jet2 TUI Airways                                                | B7x7                    |                       |
| República Checa           |                                                         |                                                                 |                         |                       |
| Praga                     | Aeropuerto Internacional de Ruzyně                      | SmartWings Wizz Air                                             | A32x                    |                       |
| Rumania                   |                                                         |                                                                 |                         |                       |
| Bucarest                  | Aeropuerto Internacional de Bucarest-Henri Coandă       | Aegean Airlines TAROM Wizz Air                                  | A32x                    |                       |
| Cluj-Napoca               | Aeropuerto de Cluj-Napoca                               | Wizz Air                                                        | A32x                    |                       |
| Iași                      | Aeropuerto Internacional de Iași                        | Wizz Air                                                        | A32x                    |                       |
| Suceava                   | Aeropuerto Internacional Ștefan cel Mare                | Wizz Air                                                        | A32x                    |                       |
| Serbia                    |                                                         |                                                                 |                         |                       |
| Belgrado                  | Aeropuerto de Belgrado-Nikola Tesla                     | Air Serbia Wizz Air                                             | A32x                    |                       |
| Suecia                    |                                                         |                                                                 |                         |                       |
| Estocolmo                 | Aeropuerto de Estocolmo-Arlanda                         | Norwegian Air Shuttle                                           | B737                    |                       |
| Suiza Francia Alemania    |                                                         |                                                                 |                         |                       |
| Basilea/Mulhouse/Friburgo | Aeropuerto de Basilea-Mulhouse-Friburgo                 | easyJet Switzerland                                             | A3xx                    |                       |
| Suiza                     |                                                         |                                                                 |                         |                       |
| Ginebra                   | Aeropuerto Internacional de Ginebra                     | Swiss                                                           | A                       |                       |
| Zúrich                    | Aeropuerto Internacional de Zúrich                      | Edelweiss Air                                                   | A320-214                |                       |
| Ucrania                   |                                                         |                                                                 |                         |                       |
| Járkov                    | Aeropuerto Internacional de Járkov                      | SkyUp Airlines                                                  | B737                    |                       |
| Kiev                      | Aeropuerto Internacional de Boryspil                    | SkyUp Airlines Ukraine International Airlines Windrose Airlines | B737                    |                       |
| Kiev                      | Aeropuerto Internacional de Kiev (Zhuliany)             | Wizz Air                                                        | A32x                    |                       |

### Carga
| Aerolíneas          | Destinos                                   |
| ------------------- | ------------------------------------------ |
| CAL Cargo Air Lines | Lieja, Nueva York-JFK, Tel Aviv–Ben Gurion |
| TNT Airways         | Atenas                                     |

## Estadísticas
Ver fuente y consulta Wikidata.